# Trichopaon tatei
Trichopaon tatei är en insektsart som först beskrevs av Morgan Hebard 1924.  Trichopaon tatei ingår i släktet Trichopaon och familjen gräshoppor. Inga underarter finns listade i Catalogue of Life.